# 三幕構成

三幕構成の見取り図。

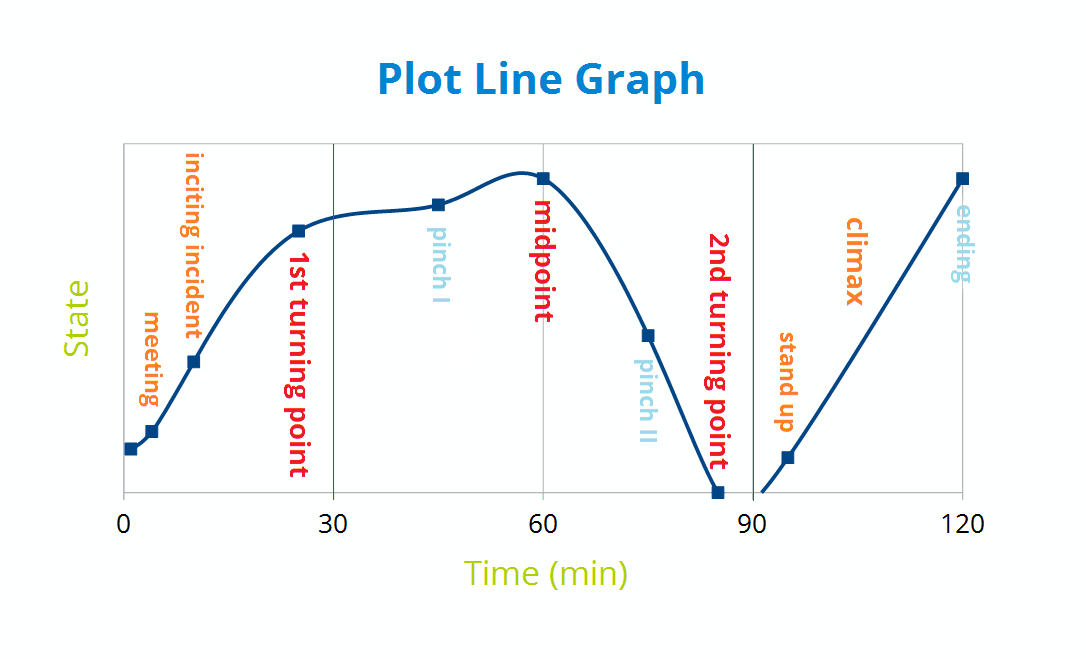
ウェンデル・ウェルマンによるプロット・ライン・グラフ (一部追記)。
赤とオレンジは主人公が敵対者と衝突するシーン。

三幕構成（さんまくこうせい、Three-act structure）は、脚本の構成である。三幕構成では、ストーリーは3つの幕 (部分) に分かれる。それぞれの幕は設定 (Set-up)、対立 (Confrontation)、解決 (Resolution) の役割を持つ。3つの幕の比は1:2:1である。
幕と幕はターニングポイントでつながっている。ターニングポイント (プロットポイント) は、主人公に行動を起こさせ、ストーリーを異なる方向へ転換させる出来事である。
一般に、映画の脚本は三幕構成になっている。国際的には、映画は三幕構成のモデルに基づいて制作されている。三幕構成のモデルは、小説、コミック、ゲーム、テレビドラマ、およびドキュメンタリーなど他の分野にも応用される。
三幕構成の枠組は1979年、映画に共通して見られる基礎として、シド・フィールドによって理論化された。フィールドの教本 Screenplay: The Foundations of Screenwriting は、世界22カ国語以上に翻訳され、数回の改訂を重ねている。

## 構成
一般に、映画は「設定」「対立」「解決」の役割を持つ3つの幕 (act) に分けられる。ストーリーの始まりが「設定」であり、中間が「対立」、終わりが「解決」である。第一幕 (設定) では、誰が、何をするストーリーであるのかが設定され、主人公の目的が示される。第二幕 (対立、衝突) では、主人公が自らの目的を達成するために、その障害と対立、衝突する。第二幕の後半には、主人公が敗北の寸前まで追いつめられる。そして、第三幕 (解決) では、ストーリーの問い、すなわち「主人公は目的を達成できるのか？」という問いに対する答えが明かされ、その問題が解決される。
第一幕の終わりと第二幕の終わりには、ターニングポイント (プロットポイント) がある。シド・フィールドによれば、ターニングポイントとは、「アクション (行動) を起こさせ、物語を違う方向性に向かわせる事件やエピソードなど」をいう。ターニングポイントは主人公に関するイベントである。それは劇的で大きな場合もあれば、そうでない場合もあり、ときには台詞や決断のみである。ターニングポイントの目的は、解決に向けてストーリーを前進させることである。幕の最後のターニングポイントにおいて、主人公が問題を解決するための選択をすることにより、設定から対立へ、対立から解決へと幕が転換する。もしストーリーに対立がなければ解決はなく、解決がなければ結末はない。
それぞれの幕の時間配分は、1:2:1である (ただし現在の第三幕はより短い)。このとき、第一幕がおよそ4分の1、第二幕がおよそ半分、第三幕がおよそ4分の1である。通常、2時間映画の場合、第一幕は開始から約30分間であり、第二幕はその次の約60分間であり、そして第三幕は最後の約30分間である (映画の1分は、脚本ではおよそ1ページになる)。そして、第一幕から第三幕のそれぞれにまた、始まり、中間、終わりがある。このような配分を全く無視した映画は、観客の関心を維持できなくなる可能性が高まる。
ほとんどの場合、映画は複数のストーリーライン (物語の筋) から出来ており、メインプロット以外に少なくとも1つのサブプロット (とくにラブ・ストーリー) を持っているが、サブプロットにも始まり、中間、終わりがある。さらに、より高度なサブプロットには、はっきりとした目的とターニングポイントが確認できる。メインプロットとサブプロットが互いに影響し合うことで、ストーリーは非常に多くのバリエーションを持つことになり、その展開は観客の予想を超えたものとなる (映画に複数のプロットを持たせることは伝統的な手法である)。

### 全体の流れ
一般に、映画は最初のおよそ10分間において、主人公とその周囲に関する必須情報が紹介され、主人公の目的 (問題) も設定される (セットアップ)。セットアップの終わりに起こるインサイティング・インシデント (きっかけとなる出来事) によって、ファースト・ターニングポイントが起こり、主人公は別世界の第二幕に進む。第二幕の中間のミッドポイントで、ストーリーは前半と後半に分かれる。ミッドポイントでは、衝撃となる出来事が起こり、ストーリーは正反対に転換する。そこから第二幕の後半を通して主人公の状況が悪化していく。そして、主人公が最悪の状態に陥ったとき、セカンド・ターニングポイントで決断を迫られる。そこで主人公が正しい決断をすることにより、続く第三幕での最後の試練に勝利 (または敗北) する。
ブレイク・スナイダーの分類、すなわち「ブレイク・スナイダー・ビート・シート」(BS2) は、このような三幕構成のモデルをより具体的にした15分割のテンプレートである。この項目はBS2を参考程度に掲載しているが、BS2は一般的な三幕構成のモデルとは異なり、他の教本から引用されていないため、あくまでもスナイダー個人の意見として扱っている。よって、スナイダーの分類に従う必要は全くない点に注意が必要である。

## 第一幕 (設定)
第一幕 (Act I ) は通常、メインキャラクターを固めるための説明に用いられる。彼らはどのようなキャラクターか、彼ら同士はどのような関係か、彼らが何をするストーリーか、彼らの住む世界はどのようなものか、といったことが第一幕で設定される。通常、2時間映画の場合、こういった設定は第一幕のうち最初の10分ほどで行われる。この10分間はセットアップ (Set-up)と呼ばれる。セットアップの10分は全体で最も重要である。観客は多くの場合、最初の10分程度で映画の評価を決めてしまうためである。ここで退屈だったり、分かりにくかったりすると、観客は映画に集中することをやめてしまう。セットアップは脚本では10ページ、全体のおよそ10%にあたる。
ストーリーを始めるためには主人公の目的が必要であり、主人公の目的を定めるためには、このセットアップでまず主人公についての基本的な情報を設定しておかなければならない。基本的な情報が与えられた後には、ストーリーを動かし始める出来事、すなわちインサイティング・インシデントが発生し、セントラル・クエスチョンが設定される。セントラル・クエスチョンは、主人公の達成しなければならない目的を示している。これによって必要なセットアップは終わり、ストーリーを始めるための準備がすべて完了する。
セットアップにおいて主人公の目的が明確に定められたのであれば、今度は主人公がその目的に向かって行動を起こさなければならない。そのような行動を起こさせる出来事がファースト・ターニングポイント (第一の転換点) である。ファースト・ターニングポイントは唐突に起こる訳ではなく、きっかけが必要である。ファースト・ターニングポイントの引き金となる事件が前述のインサイティング・インシデントである。その事件により、しばらくしてファースト・ターニングポイントが起こる。このようにして、主人公は目的を達成するための行動を開始し、映画は第二幕に入ることになる。

### 第一幕の流れ

#### 第一幕前半
オープニング
- バックストーリー
バックストーリー (backstory) は、最初のシーンが始まる前に主人公に起こった出来事である。主人公が冒頭のアクションに至った過程は省略され、それはバックストーリーに置かれる。バックストーリーによって、ストーリーの最初からアクションに入ることができる。このため、ストーリーの緊張感はオープニングから高くなる。
- オープニング・イメージ (※スナイダーの分類)
オープニング・イメージ (opening image) は、ブレイク・スナイダーによれば、映画の第一印象が全て決まる部分である。優れたオープニング・イメージは、どのような作品なのかがイメージでき、作品のスタイル、ジャンル、およびテーマなどが象徴される。それはまた、主人公の変化する前の姿を見せる場である。オープニング・イメージは最後のファイナル・イメージと対になっており、主人公に起こった変化はラストで表される。ここでは舞台となる場所や時代も設定される。作品の舞台がワイドアングルで映し出される場合が多いが、反対に、クローズアップから始まる場合もある。ほとんどの成功作では、ここにフック (hook) が置かれ、謎めいた映像が観客に示される。そして、観客は「これはどういうことだろう」と映画に関心を持ち、セットアップでの説明を見続けようと思うことになる。
『アナと雪の女王』('13) は、雪の結晶の舞うタイトル・シークエンス (タイトルバック) から始まる (これは脚本には記されていない)。そこから湖の氷の下に視点が移り、氷売りが氷を切るノコギリが観客の視界に飛びこんでくる。『アバター』('09) は、主人公を含む数百名の乗客が冷凍睡眠から目覚め、無重量状態の宇宙船内を漂う光景で幕を開ける。

##### セットアップ
セットアップ (Set-up) は、主人公が誰で (Who)、何をする物語で (What)、どのような状況なのか (Where) をすべて設定する。Who: ここでは、主人公を始め、メインストーリーの登場人物が必ず全て登場するか、その存在が示唆される。主人公が敵対者と出会う場合もある。What: そして、主人公の目的が設定される。Where: その出発点として、主人公の置かれている状況も明確にされる。このように、映画の初めに必要な予備知識を観客に与える10分間がセットアップである (ただしシド・フィールドは、あらゆることを最初の10分に詰め込みすぎると、逆効果になるとも述べている)。この10分 (長い場合は15分) は、観客の興味を得られるかどうかの分岐点となる。
『アナと雪の女王』('13) のセットアップは、幼年時代のアナとエルサが氷の魔法で一緒に仲良く遊び、アナが事故に遭うシーンから始まる。アナはトロールの長老の力で回復するが、ここでアナの記憶が消されるため、エルサが自分を遠ざける理由がアナには分からなくなる。エルサは魔法の力をコントロールできなくなり、その力からアナを守るために姉妹が引き離される。そして、両親の国王夫妻が海難事故で亡くなり、姉妹は途方に暮れる。それから年月が経ち、エルサの戴冠式の日が訪れることになる (脚本では1-12ページ)。ここでは、主人公のアナ、姉のエルサ、氷売りのクリストフ (幼年時代)、トナカイのスヴェン、および雪だるまのオラフ (原型) といったメインキャラクターが登場する (Who)。アナがエルサと仲直りするという目的も明確になる (What)。そして、姉妹が二人きりであり、エルサの魔法とそれを恐れるエルサ自身のために、姉妹が離ればなれになっている孤独な状況が描かれる (Where)。
マイケル・ハウジは、セットアップを7つのタイプに分類している。すなわち、(i) 主人公の日常とその変化で始まる「エブリデイ・ヒーロー・イントロダクション」、(ii) 主人公のスリリングなアクションで始まる「アクション・ヒーロー・イントロダクション」、(iii) 主人公以外のキャラクターのアクションから始まり、続いて主人公の日常が対比される「アウトサイド・アクション」、(iv) 主人公 (または他のキャラクター) が新しい世界に到着する「ニュー・アライバル」、(v) 主人公の幼年時代や過去のいきさつなど、物語の始まる前の重大な出来事が紹介される「プロローグ」、(vi) 物語の途中から始まり、それより前の出来事に移る「フラッシュバック」、(vii) ナレーションなどで物語の終了後から始まる「ブックエンズ」の以上7タイプである。場合によっては、これらの2つ以上が組み合わされる。ただし、ハウジは、主人公を紹介しない「プロローグ」「フラッシュバック」(および「ブックエンズ」) からストーリーを開始した場合には、同じセットアップの中で主人公の日常も続けて紹介しなければならないとしている。
- 出会いと挨拶 (※ウェルマンの分類)
ウェンデル・ウェルマンによれば、セットアップの段階で、主人公が敵対者とプライベートで出会う場合がある (3分から10分)。ウェルマンはこれを「出会いと挨拶」と呼んでいる。主人公は危険を感じておらず、むしろフレンドリーな敵対者に関心を持つほどである。この時点では、まだ主人公は「普通の世界」にいる。ウェルマンは、冒頭で主人公とその友人たちが暮らす「普通の世界」を、可能な限り面白い世界として描いている。すぐ後に、主人公は敵対者によって、それとは正反対の危険な世界へと入りこむことになるからである。
- テーマの提示 (※スナイダーの分類)
スナイダーによれば、テーマの提示 (theme stated) では、登場人物の誰かが作品のテーマに関することを口にする。普通、主人公でない人物が主人公に対して忠告する。主人公は言われたことの意味をよく分からないが、ストーリーが進むほどその言葉の重さを理解するようになる。ここでは脚本家の主張が代弁され、以降は、登場人物がそれに賛成か反対かで対立しながらストーリーが進行する。スナイダーは冒頭5分の時点で起こるとしている。
『アナと雪の女王』('13) では、 頭の凍りついたアナを抱いた国王夫妻が、"The heart is not so easily changed, but the head can be persuaded." (心は頭ほど簡単には変わらない)  と、トロールの長老から教えられる。つまり、アナは真実の愛を学ばなければならず、それがストーリーの中心となる。姉のエルサもまた、自らの優れた力を制御する必要があり、それには恐れが最大の障害となることを告げられる (p. 7.)。

###### インサイティング・インシデント
インサイティング・インシデント (Inciting incident, きっかけ) または カタリスト (Catalyst)は、「ツカミ」となる事件であり、これは、その後に起こるファースト・ターニングポイントのきっかけとなる。この事件によって、(i) ストーリーが動き始め、(ii) 観客がストーリーに引きこまれる。このシーンは、会話よりも出来事や行動で描かれているほうがインパクトは強い。インサイティング・インシデントによって、主人公の日常はバランスを失い、ストーリーを通して解決しなければならないセントラル・クエスチョンが明確になる。
インサイティング・インシデントは、原則として最初の10分から15分 (またはそれより早く) に置かれるが、この「きっかけ」のシーンは全編に複数ちりばめることが可能であり、ときには脚本の1ページ目に来ることもある。たいていのヒット映画では、主人公が敵対者と最初に遭遇するのはこの辺り (開始10分頃) である。インサイティング・インシデントは、遅くともファースト・ターニングポイントまでに発生する。インサイティング・インシデントをセットアップに含める論者と、含めない論者がいる。後者の代表がスナイダーである。インサイティング・インシデントは必要不可欠であるが、前振りでしかない。ストーリーが本当の意味で始まるのは次のファースト・ターニングポイントからである。
リンダ・シーガーは、インサイティング・インシデント (カタリスト) を、以下の3つに大きく分類している。(i) ストーリーを動かす具体的な出来事 (遭遇、襲撃、または発見など)、(ii) キャラクターが受け取る情報 (昇進または病気の告知など)、(iii) ストーリーの前提となる状況を作る一続きの出来事、すなわち「状況的カタリスト」(セットアップに置かれ、そのためセットアップが通常より長くなる) がその3タイプである。これらのうち、(i) が最も強力である。
インサイティング・インシデントの代表的な例は、『アナと雪の女王』('13) で、エルサの戴冠式の日が来て、長年閉ざされていた宮殿の門が開けられ、妹のアナが「生まれてはじめて」を歌って喜ぶシーンである (pp. 12-17.)。
インサイティング・インシデントの例としては、『アメリカン・スナイパー』('14) では、主人公がアメリカ大使館爆破事件をテレビで知るシーン、『ゴーン・ガール』('14) で、主人公が自宅に戻ると妻が行方不明になっているシーン、『ベイマックス』('14) では、展示会で発明を発表することを条件に、主人公の大学への入学が認められるシーン、『ゼロ・グラビティ』('13) で、大量の宇宙ゴミがスペースシャトルに衝突するシーン、『英国王のスピーチ』('10) では、吃音症 (どもり) のジョージ6世が言語聴覚士と出会うシーン、『ソーシャル・ネットワーク』('10) で、マーク・ザッカーバーグが大学のコンピュータシステムに侵入して女子学生の格付けサイトを作るシーン、『借りぐらしのアリエッティ』('10) では、小人のアリエッティが初めての「借り」に出かける準備をするシーン、『塔の上のラプンツェル』('10) で、塔を登ってきた泥棒のフリンとラプンツェルが出会うシーン、『アバター』('09) では、主人公が異星人の肉体 (アバター) に初めて乗り移るシーン、『第9地区』('09) で、主人公がエイリアン立ち退きの現場責任者に任命されるシーンなども挙げられる。
他には、『ロード・オブ・ザ・リング』('01) で、指輪が川底から見つかるシーン、『グラディエーター』('00) では、主人公の妻が殺されるシーン、『マトリックス』('99) で、ヒロインのトリニティーが重力を無視したアクションを見せるシーン、『シックス・センス』('99) の主人公が撃たれるシーン、『アメリカン・ビューティー』('99) で、主人公が辞職するシーン、『プライベート・ライアン』('98) のノルマンディー上陸のシーン、『グッド・ウィル・ハンティング/旅立ち』('97) では、主人公が高度な数学の問題を解いてみせるシーン、『Shall we ダンス?』('96) で、主人公がダンスレッスンの受講を決めるシーンなどが、インサイティング・インシデントにあたる。

###### セントラル・クエスチョン
セントラル・クエスチョン (Central question) は、主人公の解決しなければならない問題である。これはセットアップの最後に観客への問いかけとして示され、その答えはクライマックスに Yes/No で与えられる。セントラル・クエスチョンは、主人公の行動する「きっかけ」という目線から立てられる (例: 「X はダイヤモンドを取り返せるか？」「Y は彼女をゲットするか？」「Z は殺人犯を逮捕できるか？」など)。すなわち「主人公は目的を成しとげられるでしょうか」ということがクエスチョンとなる (主人公の心理的な変化が目的となる場合もある)。セントラル・クエスチョンは、ストーリー上の全ての出来事に関係する。セントラル・クエスチョンの設定によってセットアップは終了し、本当のストーリーを始める準備ができる。
セントラル・クエスチョンは、インサイティング・インシデントと対になっており、インサイティング・インシデントの事件によって示される。『ゼロ・グラビティ』('13) では、インサイティング・インシデントで宇宙ゴミにスペースシャトルを破壊されるが、それにより「主人公たちは地球に戻れるか？」というセントラル・クエスチョンが生じる。『ジョーズ』('75) では、サメの襲撃というインサイティング・インシデントが発生し、それが「主人公はサメ退治に成功するか？」というセントラル・クエスチョンを導いている。『刑事ジョン・ブック 目撃者』('85) のインサイティング・インシデントでは、殺人事件が起こり、主人公がその犯人を逮捕するために呼ばれる。そして、そこから生まれるセントラル・クエスチョンは「主人公は殺人犯を捕まえられるか？」である。
他には、『バック・トゥ・ザ・フューチャー』('85) では「主人公は元の時代に戻れるか？」、および『E.T.』('82) では「E.T.は故郷に帰れるか？」という問いがそれぞれセントラル・クエスチョンにあたる、『チャイナタウン』('74) では、脚本の10ページ目において、セントラル・クエスチョンがある人物の次の台詞で直接的に示される。「お前がヴァレーから水を盗んだんだ。牧草地を枯らしたから、家畜のえさがないんだ。誰があんたに命令してやらしてるんだ。俺はそれを知りたいだけだ！」

#### 第一幕後半[注釈 22]
- 第2の10ページ
セットアップが終わった後の「第2の10ページ」(開始10-20分) では、主人公に焦点が当てられる。セットアップが「主人公が誰で、何をするストーリーなのか」を明確にしたのに対し、ここでは、「主人公はどのような人物なのか」ということが中心になる。主人公の人生の「ある1日」が示され、主人公のキャラクターや人間関係がより明らかになる。この1日は、狭い意味での「日常の1日」である場合もあれば、そうでない場合もある。主人公は行動的、決断的で、ほぼ全てのシーンに登場し、また、最初の10ページ (10分) の設定に応じて行動する。なおかつ、この間のストーリーは、第一幕の終わりのファースト・ターニングポイントに向かって広がり、前に進む。
『アナと雪の女王』('13) では、セットアップ (pp. 1-11., 前述) の直後に、戴冠式の1日が描かれる。戴冠式の日の朝、宮殿の門が開放され、昼にアナのミュージカル・パートが始まる。このインサイティング・インシデント (pp. 12-17., 前述) に続いて、アナのハンス王子との出会い (pp. 17-19, 24-28.) や、エルサの魔力の発覚しそうになる戴冠の儀式 (pp. 19-20.) があり、夜の舞踏会でのファースト・ターニングポイント (pp. 35-36., 後述) に至る。主人公のアナは、そのうち合計24ページに登場しており、登場していないのは最初の1ページのみである (pp. 12-36.)。
- 第3の10ページ
第2の10ページに続く「第3の10ページ」(開始20-30分) は、主人公をめぐる問題が具体的に何であるのかを、1つか2つ程度のシーンで明かし、その結果として起こるファースト・ターニングポイントで終わる。『アナと雪の女王』('13) では、ファースト・ターニングポイント (pp. 35-36., 後述) の直前、アナのハンス王子との突然の婚約に怒ったエルサが、秘密にしていた魔法を使ってしまい、山地へ逃亡する (pp. 29-32.)。王国は魔法の暴走によって寒波に襲われる (pp. 33-34.)。続くファースト・ターニングポイントにおいて、アナは雪山にエルサ女王を追って宮殿を出る (pp. 35-36., 後述) 。また、『シンデレラマン』('05) では、主人公のボクサーが、1シーン目で試合前に利き手の痛みを感じ、2シーン目には試合中にその手を複雑骨折し、それにより、3シーン目のファースト・ターニングポイントで、ボクサーとしてのライセンスをはく奪される。

#### ファースト・ターニングポイント
第一幕の終わりでは、きっかけとなる出来事がダイナミックに起こり、主人公に直面する。主人公はこの出来事に上手く取り組もうと試みる。出来事は次のよりドラマティックなシチュエーションにつながる。これがファースト・ターニングポイントまたはプロットポイント I (First turning point または Plot point I ) である。これは、まず、(i) 第一部が終わる合図となる。さらに、(ii) 主人公の人生をがらりと変え、引き返せなくする。なおかつ、(iii) 冒頭のセントラル・クエスチョンが再び示される。ファースト・ターニングポイントから本当のストーリーが始まる。それは通常、全体のおよそ1/4、開始から20-25分または30分頃に配置される。代表的な例としては、『アナと雪の女王』('13) で、アナが姉のエルサ女王を追って雪山に向かうシーンが、ファースト・ターニングポイントにあたる (pp. 35-36.)。
ここでは、それまでの状況が一変して、主人公にとってのゴールが明確になり、主人公がそれを達成するためのストーリーが始まる。ファースト・ターニングポイントは、主人公の関係する何らかのイベントであり、ここから物語は第二幕に入る。主人公は安定した日常から、危険にあふれた非日常へと足を踏み入れる。二つの世界は著しく異なるため、自分から新しい世界に進む強い意志がなければならない。主人公は受け身のまま流されて第二幕に入ってはならない。自ら選択し、行動しなければ主人公ではない。これは言わば森の中に分け入る入り口のシーンである。必ず敵対者との衝突が起こるが、通常、対峙するだけで「戦闘」にはならない。一方で、主人公は、敵対者が予想外で思いもよらない存在であり、これまでの方法では立ち向かえないことを知る。主人公は「普通の世界」を去ろうとしているのである。このため、ストーリーに最初の転換が起こる。続く数シーンでは、主人公が森の中、すなわち新しい世界で、「普通の世界」の住人とは異なる人々に出会う。
ファースト・ターニングポイントでは、主人公の「ドラマ上の欲求」がそれまでとは変化する。このため、続く第二幕では、まず初めに、主人公の新たな「ドラマ上の欲求」が明らかにされる。『テルマ&ルイーズ』('91) では、親友テルマをレイプしようとした男をルイーズが射殺したことによって、「二人で週末の楽しい旅に出かけること」という欲求は、「二人でメキシコまで逃げること」へと変わる。これは、ファースト・ターニングポイントで主人公の「ドラマ上の欲求」が変化する例である。
ここで冒頭のセントラル・クエスチョンまでもが変わる訳ではない。『チャイナタウン』('74) では「主人公は水利権問題の黒幕を突きとめられるでしょうか？」というセントラル・クエスチョンは一貫している。主人公の探偵の「ドラマ上の欲求」は、このポイントで「浮気調査」から「誰がなぜ自分を騙したのかを突きとめること」へと変化し、セントラル・クエスチョンに重なる。よって、主人公はセントラル・クエスチョンで設定された目的の達成に向けて動きだし、ここから第二幕が始まる。
ファースト・ターニングポイントの例としては、『アメリカン・スナイパー』('14) で、イラクに派遣された狙撃兵の主人公が少年とその母親を射殺してしまうシーン、『ゴーン・ガール』('14) で、主人公が行方不明の妻を探すために記者会見をするシーン、『ベイマックス』('14) では、主人公がケア・ロボットのベイマックスを見つけるシーン、『ゼロ・グラビティ』('13) で、主人公が地球へ戻るためにスペースシャトルに乗り込もうとするシーン、『英国王のスピーチ』('10) では、ジョージ6世がどもらずに朗読できたことを知らされるシーン、『ソーシャル・ネットワーク』('10) で、ザッカーバーグが The Facebook の制作をひそかに始めるシーン、『借りぐらしのアリエッティ』('10) では、アリエッティが初めての「借り」に出て、人間の少年に見つかるシーン、『塔の上のラプンツェル』('10) で、ラプンツェルが初めて塔の外に出るシーン、『アバター』('09) では、主人公が異星でのジャングル探索に初参加して遭難するシーン、『第9地区』('09) で、主人公がエイリアンの住居で謎の液体を浴びるシーンなどが挙げられる。
他には、『ロード・オブ・ザ・リング』('01) で、主人公のフロドが指輪を運ぶために村を出るシーン、『マトリックス』('99) では、主人公のネオが真実の世界に目覚めるための錠剤を選ぶシーン、『タイタニック』('97) で、ローズがジャックと出会い、船から飛び降りることを思いとどまるシーン、『Shall we ダンス?』('96) では、主人公が初めてダンス・サークルに参加するシーン、『バック・トゥ・ザ・フューチャー』('85) では、主人公のマーティがデロリアンに乗って過去にタイムトラベルするシーン、『幸福の黄色いハンカチ』('77) で、一緒に旅をすることになる3人が再び出会うシーン、『スター・ウォーズ』('77) で、主人公のルーク・スカイウォーカーが旅立つことを決意するシーンなどが、ファースト・ターニングポイントの例である。

### 設定の説明
第一幕では設定の説明が行われるが、フィールドによれば、台詞で説明がなされると、キャラクターがアクションしなくなり、ストーリーの展開もスローダウンするという。よって、映像作品は映像でストーリーを説明することが重要であるとしている。リンダ・シーガーは次のように述べている。登場人物やストーリーを説明する上で、台詞はあまり必要でない。必要でない情報を盛り込んだ脚本には、観客は引き込まれない。必要な情報は、キャラクターの最も重要な部分を明らかにし、ストーリーを前に進める情報のみである。優れた説明のシーンは、明確、手短、シンプルである。
映画において過剰な説明は逆効果であり、それは省略できる。映画監督のアルフレッド・ヒッチコックは、「情報を表わす的確な映像があれば、シーンの数は最小限ですむ」と述べている。『羊たちの沈黙』('91) では、主人公が特別な任務を任されるシーンで告げられる理由はこれだけである。「君は成績もトップクラスだ。専攻も心理学と犯罪学だし」。 そして、ヒッチコックは、主人公が新婚であることを次のト書きのみで表現した。「花瓶に生けたバラのそばにカードが添えてある。『結婚おめでとう！』」

## 第二幕 (対立、衝突)
第二幕 (Act II) は、「対立、衝突」(Confrontation) である。ここでは、主人公が相次ぐ困難を乗り越え、目的を成しとげようとする。主人公の目的と欲求が定まることにより、そのために乗り越えなければならない障害も自然に設定され、主人公はその障害に打ち克(か)つことが求められる。主人公は、目的の障害と戦って勝たなければならない。シド・フィールドは、第二幕においては、主人公の物理的または心理的な障害が4つ必要であるとしている。そうして、主人公の試練はクライマックスに向けて、いよいよ困難なものとなっていく。
第二幕は、一般に、ファースト・ターニングポイントで始まった問題を主人公が解決しようと努力する姿を描く。一方、主人公は第二幕の途中で、自分がますます悪化する状況の中にいることに気づく。理由の一つは、主人公が問題を解決できないように思われるからであり、それは、主人公の前に立ちはだかる敵対者に対抗するスキルをまだ持っていないためである。主人公は新しいスキルを得るだけでなく、より高い意識に目覚めなければならない。すなわち、主人公が苦境から抜け出すために何ができるのかを悟り、そして、今度は自らを変える自覚を持つことである。このようなキャラクターの内面の変化は、キャラクターの成長 (character development) またはキャラクター・アーク (character arc) と呼ばれる。それは一人では成し遂げられない。主人公は普通、良き指導者 (mentor) や共同主人公から助けられ、励まされている。
通常、第二幕の前半は主人公にとって「楽勝」の展開であるが、ミッドポイント (中間点) を境として、主人公は後半から急速に逆境へ転落する。そのようにして、上昇する主人公が一転して下降していくため、第二幕の前半と後半は正反対の展開となる。こうした対比は、ヨーロッパの古典劇にも見られる構成である (フライタークの三角形)。そして、主人公は下降を続け、セカンド・ターニングポイント (第二の転換点) で最悪の状況にまで落ち込む。主人公が最後の試練に勝つためには、そこで諦めず、変化し続ける道を選ばなければならない。それによって、映画は第三幕に入り、主人公は目的を達成するための最後の試練、クライマックスに挑戦することになる。

### 第二幕の流れ

#### 第二幕前半
第二幕の前半は、主人公が目的の障害に立ち向かうストーリーが始まるが、ほとんどの映画では、主人公にとって全ての物事が順調に進み、とくに問題もなく困難をクリアしていく展開となる。『アナと雪の女王』('13) では、ファースト・ターニングポイント  (pp. 35-36., 前述) の後、主人公のアナが「乗ってきた馬に逃げられる」「狼の群れに襲われる」「氷の城の位置が分からない」といった障害を次々と全て突破し、エルサ女王を見つけ出すことに成功する。そしてミッドポイント (p. 70., 後述) が起こり、第二幕は後半に移ることになる。
シド・フィールドは、この第二幕の前半 (first half) の中間点に起こる重要な出来事 (45分) を、ピンチ I (Pinch I ) と呼んでいる。ピンチ I は、第二幕前半の中心となるイベントである。それは、第二幕の前半を一つにまとめ、ファースト・ターニングポイントからミッドポイントまでのストーリーをつなぐ。『テルマ&ルイーズ』('91) では、逃走中のテルマとルイーズが、ピンチ I でヒッチハイカーの J.D. を車に乗せる。二人はミッドポイントで、その J.D. に逃走資金を持ち逃げされてしまう。『アナと雪の女王』('13) では、アナが雪山に入ってから (p. 36., 前述)、氷の城で心臓に魔法を受けるまで (p. 70., 後述) の中間点で、雪だるまのオラフが登場し、氷の城にアナたちを案内してくれる (p. 52.)。
ブレイク・スナイダーによれば、第二幕からは B-ストーリー (B-story) が始まる。B-ストーリーとはサブプロット (subplot) のことである (ただし第一幕から始まる例もある)。B-ストーリーは「ラブ・ストーリー」であることが多い (主人公と同性のキャラクターとの出会いなどが描かれる場合もある)。B-ストーリーでは、新しいキャラクターの登場するケースがよく見られる。第二幕は「普通」の世界である第一幕とは正反対であるため、たいてい、この新たな登場人物もそれまでとは反対に「普通」ではない。B-ストーリーは、直前のターニングポイントのショックから観客を休ませ、なおかつ、ストーリーを加速させ前に進める「補助ロケット」である。それは場面転換である一方で、A-ストーリー (メインプロット) と無関係ではなく、作品のテーマも改めて示される。『アナと雪の女王』('13) では、アナが氷売りのクリストフと雑貨屋で出会う (p. 40.)。『アバター』('09) では、主人公のジェイクが先住民ナヴィの娘ネイティリに命を助けられる。
- ファン・アンド・ゲームズ (※スナイダーの分類)
ファン・アンド・ゲームズ (fun and games, お楽しみ) は、スナイダーによれば、「この作品はこういうものです」という「お約束」を果たすパートであり、「なぜこの作品を観ようと思ったのか」という観客の期待に応える部分である (第二幕の始まりからミッドポイントまで)。ポスターや予告編で使われ、観客はストーリーよりもこのパートを待望している。「お約束」を観るセクションであるため、ストーリーの目的とはやや外れ、他の部分より調子が軽い。例えば、『アナと雪の女王』('13) で、エルサ女王が "Let It Go" を歌いながら氷の城を建てるシーンもこのセクションである。また、雪だるまのオラフがアナたちの仲間になる (いずれも pp. 36-70.)。『ダイ・ハード』('88) では、主人公のジョン・マクレーンがテロリストの鼻を明かす展開が始まる。『スパイダーマン』('02) では、主人公が突然手に入れた力を使ってみる。フィールドの言うピンチ I (45分) はここで起こる。

#### ミッドポイント
ミッドポイント (Midpoint) は、全体のおよそ半分、第二幕の中間60分ほどで起こる非常に重要なイベントである。ここで映画は前半と後半に分かれる。ミッドポイントからは主人公の危険度が急に上がる。主人公が敵対者と大きく衝突するため、このイベントはターニングポイントと同じ程度かそれ以上の転換シーンになる。ミッドポイントでは突然、主人公の目的や主張 (argument) を打ち砕く何かが起こり、ストーリーを正反対に方向転換させる。『タイタニック』('97) で氷山が船に衝突するシーンもこのポイントである (パニック映画ではミッドポイントで災害が発生する)。
ミッドポイントの代表的な例としては、『アナと雪の女王』('13) で、氷の城にたどり着いたアナがエルサ女王から魔法で心臓を撃たれるシーンが挙げられる (p. 70.)。また、『シックス・センス』('99) のように、「死者の声が聞こえる」という出来事によって、それまで主人公の信じていた世界観が破壊されるという、比較的静かなシーンがミッドポイントとなる場合もある。一方で、『アメリカン・スナイパー』('14) や『ベイマックス』('14) では、主人公がミッドポイントで「見せかけの勝利」(a false victory) を収め、ここから危機が本格化していく。
他には、『ゴーン・ガール』('14) で、行方不明の妻が妊娠していたことが証言され、主人公が妻を殺害した疑惑が濃厚となるシーン、『ゼロ・グラビティ』('13) で、上官が自ら命綱を外して犠牲となり、主人公だけが残されるシーン、『英国王のスピーチ』('10) では、国王が急死したが兄が即位したため、これまでの吃音治療が無駄であったとジョージ6世が思うシーン、『ソーシャル・ネットワーク』('10) で、ショーン・パーカーと出会ったことで仲間に亀裂が走り始めるシーン、『アバター』('09) では、主人公が先住民ナヴィの娘ネイティリと結ばれる (が、その直後に人類の重機に襲われる) シーン、『第9地区』('09) で、エイリアン化の始まった主人公が組織から脱出し、追われる身となるシーン、『Shall we ダンス?』('96) では、主人公がダンス・コンクールへの出場を決意し、厳しいトレーニングの始まるシーン、『幸福の黄色いハンカチ』('77) で、 一緒に旅をしている勇作 (高倉健) が出所したばかりの殺人犯であることが判明するシーンなどが、ミッドポイントにあたる。
ミッドポイントでは、主人公に新しい道標が与えられる。主人公がこれまで目指してきた試みは失敗したのであるから、新たにどこへ向かうべきかを知る必要がある。ここでは、登場人物が変化し始め、主人公がこれまでとは別の生き方を選んだり、新しい行動を開始したりする。ピクサー作品では、主人公の精神的な成長を描くため、主人公が旅の中間部でその目的を一時的に見失ってしまい、その間だけ目的が変化するという展開が必ず挿入される。
作品によっては、「人目を引きつけるシーン」がここに置かれる。人目を引きつけるシーンは、ストーリーの進行を一時停止させ、にぎやかに盛り上がるショーの場面である。このシーンは、次第にヒートアップし、テンポも急速に上がっていく [『美女と野獣』('91) のディナーのシーンなど]。それによりキャラクターが何かを達成したり、変化したりする。作品の全てのシーンの中で最も記憶に残る場合が多い。ミュージカル的な歌や踊りだけでなく、サーカス、カーチェイス、またはスポーツなども同様である。『ロッキー』('76) のトレーニングの場面も、その盛り上がり方から、人目を引きつけるシーンと言える。

#### 第二幕後半
第二幕の後半も、引き続き、主人公が目的の障害に立ち向かうことになるが、ほとんどの映画では、主人公にとって困難がますます大きなものとなってくる [まれに『美女と野獣』('91) のように、第二幕の前半のほうがハードで、後半から順調になる例もある]。ウェンデル・ウェルマンによれば、第二幕の後半では、主人公が急降下する以外に原則はとくにない。ここでは、主人公が混沌へと急降下し、また、少なくとももう一人、別の主要人物の下降も追って始まる。主人公などの陥るカオスを徹底的に描く場合も、軽く触れるだけの場合もある。
シド・フィールドは、この第二幕の後半 (second half) の中間点に起こる重要な出来事 (75分) を、ピンチ II (Pinch II) と呼んでいる。ピンチ II は、第二幕後半の中心となるイベントである。それは、第二幕の後半を一つにまとめ、ミッドポイントからセカンド・ターニングポイントまでのストーリーをつなぐ。『テルマ&ルイーズ』('91) では、警察に逮捕されたヒッチハイカーの J.D. が、ピンチ II でテルマとルイーズの逃亡先を明かしてしまう。『アナと雪の女王』('13) では、アナが心臓を傷めてから (p. 70., 前述)、宮殿に戻って真実の愛に目覚めるまで (p. 102., 後述) の中間点で、トロールの長老が、アナの心臓を癒やすには真実の愛が必要であると教えてくれる (p. 87.)。
- バッドガイズ・クローズ・イン (※スナイダーの分類)
バッドガイズ・クローズ・イン (bad guys close in, 迫り来る悪い奴ら) は、ブレイク・スナイダーによれば、パワーアップした敵対者が逆襲してくるセクションである (第二幕の後半)。一方で、主人公の側にも内輪もめが起こる。シド・フィールドの言うピンチ II (75分) はここで起こる。『アナと雪の女王』('13) では、アナたちがエルサ女王の作った雪の巨人に追われる。また、アナは心臓に受けたダメージにより死に向かう。そしてエルサも、ハンス王子とその兵士などによって城を襲撃され、捕らえられる (いずれも pp. 70-96.)。
- オール・イズ・ロスト (※スナイダーの分類)
オール・イズ・ロスト (all is lost, 全てを失って) は、スナイダーによれば、主人公が一時的に最悪の状況に陥ることであり、失意のどん底まで落とされる (全体の約2/3)。ヒット作では、よく何かしら死に関することが示され、観客にインパクトを与える。実際に指導者が死ぬことが多いが、植木鉢の花が枯れるなど象徴的なものもある。指導者が死んだ場合には、もはや指導者を必要としないほどの力が自分にあることを、主人公が理解する。これまでの世界、キャラクターおよび考えが「死んでいく」ことで、次の世界である第三幕へと移ることができる。『スター・ウォーズ』('77) では、オビ＝ワン・ケノービが亡くなる。『アナと雪の女王』('13) では、凍死寸前のアナが、ハンス王子から婚約が王位のための道具であったことを告げられた後、冷たい部屋に一人で閉じ込められる。また、エルサ女王も、ハンスによって反逆罪で死刑を宣告される (いずれも pp. 96-98.)。
- ダークナイト・オブ・ザ・ソウル (※スナイダーの分類)
ダークナイト・オブ・ザ・ソウル (dark night of the soul, 心の暗闇) は、スナイダーによれば、全てを失った主人公が解決策を深く考え、自分や仲間を救う方法を悟るシーンである。5秒で終わることもあれば、5分続くこともある。『アナと雪の女王』('13) では、オラフが暖炉の火で溶けそうになりながら真実の愛を語る。アナは、ハンス王子ではなく、クリストフが「運命の人」なのではないかと気づく (pp. 99-102.)。

#### セカンド・ターニングポイント
セカンド・ターニングポイントまたはプロットポイント II (Second turning point または Plot point II ) は、第三幕への分かれ目であり、通常、全体のおよそ3/4、開始から80-90分頃に配置される。このポイントは、ファースト・ターニングポイントと同じく、ストーリーをより危険な方向へ転換させ、新たな幕に進ませる。その結果、主人公の危険度は次の第三幕で最も高くなる。最悪の状況にある主人公は、ここで敵対者に大きく立ち向かい、決戦のために新しい舞台へと移る。そのクライマックスに向けてストーリーのテンポはここで上がる。実際にタイムリミットが設定されるケースもある ("ticking clock")。代表的な例としては、『アナと雪の女王』('13) で、瀕死のアナがクリストフに会うために宮殿から脱出しようとするシーンがセカンド・ターニングポイントにあたる (p. 102.)。
セカンド・ターニングポイントでは、登場人物はこのまま変化し続けるか、それとも後戻りするかの選択を求められる。デイヴィッド・トロティエは、このポイントをクライシス (Crisis) と呼び、ここでは主人公が最悪の状態に陥り、最後の障害に勝つための決断を強いられるとしている。主人公は大きな変化、試練を乗り越えることで、精神的にさらに成長していく。主人公が希望を捨てようとした瞬間、目的を達成する方法が見つかるという展開になる場合もある ("good news, bad news")。競技をテーマとした作品であれば、セカンド・ターニングポイントから最後の競技が始まり、第二幕におけるトレーニングなどの結果が次の第三幕において示される。
このシーンは一般的に、「死」に関するシーンであり、このシーンから主人公が生まれ変わり始める。主人公は敵対者のエリアで彼(ら)のしていることを目撃する。それにより敵対者の真実が明らかになり、主人公の主張 (最終目的) や考え方が徹底的に破壊されて、主人公は苦しめられる。これまでの映画全体がこの真実を知るシーンに向かって動いていたのである。セカンド・ターニングポイントは死と関係するため、この直前か直後では、主人公側のメインキャラクターの死ぬことがよく見られるが、ウェンデル・ウェルマンによれば、それは既に陳腐な展開であり、登場人物の犠牲はストーリーに欠かせないと考えられる場合のみに限るべきであるとしている。
ブレイク・スナイダーによれば、セカンド・ターニングポイントでメインプロットとサブプロット (B-ストーリー) がからみ合い、それによって問題を解決するヒントが見つかるという (例: ヒロインが敵対者の弱点を教えてくれるなど)。
セカンド・ターニングポイントの例としては、『アメリカン・スナイパー』('14) で、出征していた主人公が家族と再会するが戦場の記憶に苦しめられるシーン、『ゴーン・ガール』('14) で、行方不明となっていた妻が戻り、主人公がテレビ番組のインタビューにこたえるシーン、『ベイマックス』('14) では、復讐しようとするキャラハン教授を止めるため、主人公たちが出動するシーン、『ゼロ・グラビティ』('13) で、主人公が地球に着陸するための作業を始めるシーン、『英国王のスピーチ』('10) では、ジョージ6世が戴冠式のスピーチの準備を始めるシーン、『ソーシャル・ネットワーク』('10) で、麻薬所持で逮捕されたパーカーと、ザッカーバーグが決別するシーン、『借りぐらしのアリエッティ』('10) では、アリエッティの母親が家政婦に捕まるシーン、『塔の上のラプンツェル』('10) で、再び塔の中に閉じ込められたラプンツェルが、王女としての記憶を思い出すシーン、『アバター』('09) では、主人公が巨大な翼竜を手なづけることで、もう一度ナヴィたちの信頼を取り戻そうと決意するシーン、『第9地区』('09) で、捕らえられて移送中の主人公がギャングに拉致(らち)されるシーンなどが挙げられる。
他には、『マトリックス』('99) で、主人公のネオが拘束された船長モーフィアスを救出することを決断するシーン、『タイタニック』('97) では、ローズがジャックのところへ行くために救命ボートから降りるシーン、『テルマ&ルイーズ』('91) では、テルマとルイーズが車中で最後の夜を静かに過ごすシーン、『バック・トゥ・ザ・フューチャー』('85) で、主人公のマーティが落雷を利用して元の時代に戻ろうと準備するシーン、『幸福の黄色いハンカチ』('77) で、勇作 (高倉健) が妻との過去を明かし、約束を果たすために3人で夕張に向かおうとするシーンなどが、セカンド・ターニングポイントである。

### 第二幕の仕組み

#### サブテーマ
フィールドによれば、第二幕はミッドポイントを境に前半と後半に分けられ、それぞれにサブテーマ (サブコンテクスト) が存在する。『タイタニック』('97) では、「ローズとジャックが互いを知ること」が、第二幕前半のサブテーマである。それは、ジャックがローズの家族から夕食に招待され、二人が結ばれるまでを指す。また、第二幕後半のサブテーマは、「ローズとジャックが固い絆で結ばれること」である。ここでは、二人が生き残れるかどうかにストーリーの焦点が移る。ローズは一度は乗り込んだ救命ボートから降りて、愛するジャックのところへ行こうとする。これら第二幕の前半と後半の行動をつなぎ、ストーリーを進展させるものが、ミッドポイントでの氷山の衝突である。
すなわち、第二幕の前半、後半は、それぞれサブテーマとしてまとまり、それが第二幕全体のテーマ (コンテクスト) を形成している。サブテーマ (隠れた意味や背景) がクリアになれば、ストーリーに必要なアクションも明らかになる。

#### 時間枠
フィールドによれば、サブテーマの次には、時間枠が設定される。時間枠の設定とは、映画の限られた時間の中で、どの程度の時間の流れ (1日, 1ヶ月, 1年, 10年など) を表現するのかを決めることである。例えば、『アナと雪の女王』('13) の時間枠は、主人公のアナがミッドポイントの起こる氷の城 (後述) にたどり着くまでが2泊3日、氷の城から宮殿に戻るまでが1泊2日となっている。サブテーマと時間枠によって、ストーリーの進む方向が定まり、ミッドポイントやセカンド・ターニングポイントにつながるアクションが明確になる。

#### ピンチ
フィールドは、第二幕前半の中間、および第二幕後半の中間にあたるポイントを、それぞれ「ピンチ」(Pinch, 挟むこと)と呼んでいる。これらは、第二幕の始まりから終わりまでのストーリーをリレーする出来事である。ピンチのシークエンスは、ストーリーを前に進めるイベントである。ピンチ I  (開始45分) は第二幕の前半を、ピンチII (開始75分) は第二幕の後半を、いずれも一つにまとめ、ストーリーを前に進める。

#### 脚本の勢い
第二幕は、全ての幕の中で最も長くなるため、「脚本の勢い」を保つために、後述する「アクション・ポイント」または「シーン・シークエンス」の用いられる場合がある。「脚本の勢い」は、あるシーンが原因となり、次のシーン (結果) を生むときに生じる。その生じたシーン (原因) は、また同様に新たなシーン (結果) を引き起こす。そうしたシーンとシーンの因果関係の連鎖が脚本における勢いである。このとき関係のないシーンは挿入されないため、ストーリーは脱線せずに前に進む。

### サブプロット
サブプロット (subplot) は通常、遅くとも第二幕の前半までには始まる。サブプロット (通例1-2つ) は、メインプロットとは別のストーリーラインである。それはストーリーを複雑にし、先の読めないものにする。最も多くの場合、サブプロットはラブ・ストーリーを扱ったものとなるが、必ずしもそうではなく、何を描かなければならないといった一般的な原則はない。サブプロットも三幕構成となっており、より高度なものには、セットアップ、ターニングポイント、クライマックス、およびセントラル・クエスチョンが明確に見られる。
完成度の高いサブプロットは、メインプロットと関係があり、また、メインプロットを変化させる。例えばサスペンスにおいて、メインプロットで事件の証人 (または犯人) となる女性が、サブプロットでは主人公の刑事と恋愛関係になるといったケースがそれにあたる。一方で、恋愛物では、メインプロットで主人公の恋愛対象となる男性が、サブプロットでは趣味や職業でのパートナー (またはライバル) となるというような例を挙げることができる。恋愛と無関係のストーリーでは、例えば、サブプロットにおいて魔法学校で特訓を積んでいる主人公が、メインプロットにおいては身につけた魔法で敵と戦うといったものが当てはまる (以上サブプロットの節を参照)。

## 第三幕 (解決)
第三幕 (Act III) は、ストーリーとそのサブプロットの解決で特徴づけられる。クライマックス (終了1-5分前) は、ストーリーの緊張がそれまでより大きく高まるシーンまたはシークエンスであり、その緊張は頂点に達する。そして、第一幕で出されたセントラル・クエスチョンの答えがYES/NOで明かされる。主人公と他のキャラクターたちは自分の本当の姿を見出す。クライマックスの後にはレゾリューション (Resolution, 解決) が続き、まだ解決していなかった問題が全て片づけられる。
第三幕は変化の証明であり、キャラクターが本当に変化したのかを試す最後のテストが行われる。主人公の危険度は最高になる (前述)。精神的に成長した主人公は、振りかかる最大の試練に勝利し、全ての物事が良い方向に運ぶ〔編者注: ここではハッピーエンド (happy ending) が想定されているが、後述するように、結末は必ずしも主人公の勝利するものばかりではない〕。主人公によって世界は大きく変化していく。そして、主人公は、失くした何かを奪還したとき、すでに自らの弱点にも打ち克っている。こうして、ストーリーに解決をもたらすのが第三幕である。ただし、解決はエンディングとは異なる。エンディングは、ラストの特別なショットかシークエンスである。
1990年代後半以降の映画における第三幕は、かつての作品と比べ、かなり短い。敵対者とのラストバトルも、主人公が生まれ変わったことを再確認するための、静かめな最終試験である。なぜならば、主人公の心理的な葛藤はこれまでに描かれているため、クライマックスで繰り返す必要はない。また、主人公は第二幕で古い考え方を既に捨てていることから、もはや主人公の心理的な葛藤がなくなりつつあるためである。『アナと雪の女王』('13) では、アナがクリストフに会いに行くことを決断してから (p. 102., 前述)、ハンス王子との対決を経て (p. 106.)、脚本の終わるまでの枚数は11ページ (約11分) であり、脚本全体 (112ページ) のおよそ10%でしかない〔編者注: 他の幕との比はおよそ3:6:1となっている〕。

### エンディング
エンディングについて、シド・フィールドは、「予測できるようなものでも、無理矢理作られたものでもなく、真実味を帯び、リアリティを持って観客を納得させられるエンディング」を最良のものとしている。フィールドは、脚本を書き始める際にはエンディングを最初に考えるという〔編者注:これには異説もある〕。エンディングはオープニングの結果であり、行き先である。
エンディングには、爽快な場合、悲劇的な場合、または、どちらとも解釈できる場合がある。三幕構成に基づいているから主人公の明白な勝利で終わるという訳では必ずしもない。一方で、フィールドは、ストーリーの締め方に不安のある場合には、肯定的なエンディングを検討したほうがよいと主張している。フィールドの考える映画の目的は「観客を楽しませるということ」である。これは、全ての人がシンデレラのように幸せになりましたといったエンディングにせよということではない。つまり、観客を映画に感情移入させることにより、観客の気分を「肯定的」に「高揚」させ、「満ち足りた気分」にすることを、フィールドは求めている。フィールドによれば、未熟な脚本家の多くが、メインキャラクターをエンディングで死なせたり、著しい場合には、全ての登場人物を死なせたりする。そのほうが容易であるからだ。他方で、脚本家は、それより優れたエンディングを書くことができるとしている。ウェンデル・ウェルマンによれば、エンディングは、仲直り、結婚式、および旅立ちが共通のテーマである。
また、フィールドは、「脚本家には観客に影響を与え、観客を変える責任がある」と述べており、脚本を書くということは、異なる人間が互いに愛し合う新しい世界、新しい行動パターンを作る機会であるとする。その機会を用いることが脚本家の使命であるという。よって、結末は、アマチュア性の高い絶望的、破滅的なものではなく、最も高いレベルの意識を目指さなければならないと、フィールドは主張している。
- ファイナル・イメージ
ブレイク・スナイダーによれば、ファイナル・イメージ (final image) は、冒頭の「オープニング・イメージ」と対になる場であり、これまでに起こった変化が本物であることを見せる。ファイナル・イメージは、第二幕での積み重ねの結果である。ここではオープニング・イメージとは正反対のイメージが描かれ、ストーリーは終わる。『アナと雪の女王』('13) では、エルサ女王がアナから学んだ「真実の愛」によって魔法の力をコントロールできるようになり、氷の魔法で王国の人々を楽しませる。エルサはアナに二度と宮殿の門を閉じないことを誓う。そして、冒頭でエルサがアナに手を引っ張られて魔法遊びに付き合わされた場面 (p. 3.) とは逆に、エルサがアナの手を自ら引っ張って一緒に氷の魔法で遊ぶ。このようにして、宮殿の中庭がエルサの魔法でスケート場としてにぎわっている様子が映しだされ、そのままフェードアウトして映画は幕を閉じる。

## 構成の役割
三幕構成はシド・フィールドによって発明されたものではなく、映画に共通して見られる基礎である。それが言葉や図式ではっきり表され、誰にとっても使えるモデルとなったことが、フィールド以降の大きな変化である。一般に、映画は三幕構成として理解できる。それは三幕構成を意識して制作された作品か否かとは無関係である。すなわち「三幕構成の映画」という分類は意味を持たない。三幕構成は映画の脚本を理解するためのモデル であり、ほとんどの映画は三幕構成のモデルによる分析の対象となるためである。狭義の「ハリウッド映画」のみならず、ウディ・アレンのようなニューヨーク派の作品、さらに山田洋次作品、周防正行作品、およびスタジオジブリ作品 のような日本映画も、三幕構成として分析することが可能である。映画は6幕や9幕などにも分割できるが、それらは三幕構成と同じ基本構造を異なる言葉で表現しているにすぎない。
三幕構成は単なるモデルである。すなわち、三幕構成は、公式やルールではなく、見取り図 (パラダイム) であり、スタイルでしかない。したがって、具体的なページ数 (時間) は重要ではない。ストーリーが構成を決めるのであり、構成がストーリーを決めるのではない。脚本の構成は、関連のあるイベントやエピソードを解決に向かうように並べ、レイアウトすることにより、全てを明確な一本のストーリーラインでつなぐツールである。そして、その目的は、ドラマとして最大の効果を得ることにある。
三幕構成は、ストーリーを伝えるために効果的な「フレームワーク」(枠組み) にすぎない。よって、それは独創性を奪う制限ではない。三幕構成はその意味で、論文における序論、本論、結論と同じ類のものでしかない。三幕構成が問題とするのは「どんなストーリーを語るか」(what kind) ではなく「より上手く語ること」(better than) である。三幕構成によって同じような内容のストーリーになるというのは初歩的な誤解である。

## サブプロット
サブプロット (subplot) は、メインプロット以外のプロット (ストーリーライン) である。通常、映画には少なくとも1-2つのサブプロットがあり、場合によっては5-6つにも達する (3つ以上になると構成が難しくなる)。サブプロットは非常に重要な存在である。それは単純なストーリーをより高度なものにするために必要である。ストーリーが単純になるのは三幕構成だからではない。三幕構成のメインプロットにサブプロットを組み合わせることは、古典的かつ一般的である。一方で、脚本の欠陥は多くの場合、サブプロットによって引き起こされる。
サブプロットにも第一幕、第二幕、および第三幕がある。そして、よりレベルの高いサブプロットには、セットアップ、ターニングポイント、およびクライマックスが明確にあり、はっきりとしたセントラル・クエスチョンも見られる。サブプロットの2つのターニングポイントは、メインプロットのターニングポイントの近くに配置されることもあれば、無関係の時点に置かれる場合もある (第二幕または第三幕のそれぞれ中盤など)。
一般に、サブプロットはストーリーの途中から始まる。メインプロットのファースト・ターニングポイントかその近くから開始される場合もあれば、それより早くなる場合もある。そして、サブプロットは、メインプロットのクライマックスの近くで解決され、そこで終わる必要がある。一方で、サブプロットの開始が早すぎる、すなわちサブプロットがストーリーの冒頭から始まると、観客はサブプロットをメインプロットと錯覚してしまう点に注意が必要である。
サブプロットには何を書かなければならないといった原則はないが、キャラクターの別の一面や変化、とくにラブ・ストーリーが描かれる場合が多い。恋愛の他には、主人公の特技、願望、家庭生活、または成長の過程などが扱われ、ときには主人公以外のキャラクターに焦点が当てられることもある。もっとも、何を書いてもよい一方で、サブプロットはメインプロットと無関係であってはならず、接点を持っていなければならない (さらにより優れたサブプロットにはメインプロットと共通するテーマがある)。
『バック・トゥ・ザ・フューチャー』('85) のサブプロットは、主人公の両親の若い時代の恋愛をめぐるものである。誤って過去の世界にタイムトラベルした主人公のマーティは、元の時代に帰るという大目的を達成しなければならないが、その前に、自分が将来産まれてくるために、両親を結ばせなければならなくなる。このサブプロットはメインプロットの第二幕とほぼ同時に始まり、サブプロットの2つのターニングポイントを経て、サブプロットのクライマックスで主人公の両親が結ばれる。その後、メインプロットのクライマックスで、主人公は再び元の時代へ戻ることに成功する。この作品では、サブプロットはメインプロットと明らかに関係があり、その中へ組みこまれている (メインプロットは、車型タイムマシンのデロリアンとそのトラブルについてのものである)。

## 敵対者
敵対者 (antagonist) は、主人公とは正反対の意見を持ち、主人公の最終目的を妨げる大きな存在である。敵対者は、主人公と対立し、衝突し、障害となる。主人公の敵対者がいなければ、ストーリーは成り立たない。一般的に、敵対者は主人公と同じものを求めて争っているが、求めているものに対する観点は主人公と正反対である。
主人公と敵対者が衝突することで主人公は選択を迫られ、ストーリーが転換する。ヒット映画では通常、主人公と敵対者は、最低でも5回 (10分頃, 25分頃, 60分頃, 85分頃, 95分頃) 関わり、そのうち3回は大きな転換シーンである。それは二つのターニングポイントとミッドポイントで起こる。ウェンデル・ウェルマンは、主人公と敵対者の接触が多いほどストーリーの緊張感は高まり、その映画がヒットする可能性も増すとしている。つまり、対立する者同士はくっつけよ、というのがウェルマンの主張である。
敵対者は1人の「悪者」とは限らない。敵対者が複数の場合もある。また、敵対者は必ずしも悪の存在ではない。ラブ・ストーリーでは恋愛の相手が敵対者となる。場合によっては、敵対者は、災害もしくはモンスターなどであったり、または、人種差別、ナチス・ドイツ、懲役もしくはスクール・ライフなどのような目に見えない抽象的なものであったりする (ただし、その場合でも具体的な敵対者は1人は必要である)。

### インナー・コンフリクト
かつて刷り込まれた古い考え方 (心の傷や欠陥など) が主人公の新しい考え方と衝突する。主人公はその古い考え方のために誤った行動をとる。新しい考え方は、それとは正反対の主人公の最終目的である (自由や正義など)。この二つの考え方の衝突が、脚本における葛藤 (inner conflict) であり、三つの主な転換シーンである。つまり、主人公の古い考え方、すなわち心の傷や欠陥などを思い起こさせるものが敵対者である。現状から変化しようとする主人公は、それを阻止する敵対者と対決していくことになる。主人公とその新しい主張は、敵対者によって、まず徹底的に打ちのめされる。

## アクション・ポイント
アクション・ポイント (action points) を置くことは、脚本の勢い、とくに最も長尺となる第二幕の勢いを加速させる上で効果的である。リンダ・シーガーによれば、アクション・ポイントとは「リアクション (反応) をひき起こす劇的な出来事」である。アクション・ポイントはストーリーを前進させる。すなわち、そのような出来事はキャラクターのリアクションを起こし、リアクションはさらに新たなアクションの原因となる。アクション・ポイントによって、そうしたアクションとリアクションの連鎖が始まり、脚本に勢いが生じる。このとき、シーンとシーンの間には因果関係があり、無関係なシーンで中断されていないため、ストーリーは脱線せず結末へ向かう。シーガーは、ターニングポイントおよびミッドポイントをアクション・ポイントに含めているが、他にも、リバーサル、オブスタクル、およびコンプリケーションの3種類のアクション・ポイントがあるとしている。

### リバーサル (逆転)
リバーサル (reversal) は、ストーリーを正反対に転換させる。それにより、主人公が下降する場合も、上昇する場合もある。リバーサルは通常、ターニングポイントより強力である。ターニングポイントに置かれたリバーサルは、次の幕に勢いを生じさせる。リバーサルの引き起こす勢いは非常に強力であるため、1つか2つのリバーサルのみで第二幕の勢いは維持されると、シーガーは述べている。

### オブスタクル (障壁)
オブスタクル (obstacle) は、主人公の目的を阻止する。それにより、主人公はこれまでとは異なる行動を選択する必要があり、そのために新たな決断をする。オブスタクル (障壁) それ自体によって勢いが生じる訳ではない。主人公がオブスタクルを突破しようと試行錯誤するときの決断がストーリーを展開させる。勢いを最も生じさせるのは、主人公がオブスタクルの突破に成功するときの行動である。シーガーは、映画においては、オブスタクルが数か所のみであれば、テンポが上がるとする一方で、それを過剰に用いれば、同じことの繰り返しであるとの印象を観客に与え、ストーリーの焦点が失われると述べている。『ジョーズ』('75) では、サメ退治に至るまで、「サメを釣ろうとするが失敗 (障壁)」「サメに銛(もり)を打ちこもうとして失敗 (障壁)」「海中で毒薬を注射しようとするが失敗 (障壁)」「酸素タンクに引火させて退治 (突破)」というオブスタクル (障壁) を設けている。

### コンプリケーション (複雑化)
コンプリケーション (complication) は、リアクションを引き起こすまでに長い間(ま)のあるアクションである。予想できる展開が直後に起こらないため、観客の期待が高まる。コンプリケーションは非常に珍しい手法である。もし用いられていたとしても、それによって脚本の勢いという目的は必ずしも達成されていない。

## シーン・シークエンス
リンダ・シーガーによれば、シーン・シークエンス (scene sequence) とは、アクションとリアクションの連なりによって作られる劇中の小さなストーリーである。この短いストーリーラインにも、「第1幕」「第2幕」および「第3幕」がある。シーン・シークエンスの作り出す勢いは強いものである。シーン・シークエンスは通常、3分から7分ほどであるが、10分を超えることもある [例: 『刑事ジョン・ブック 目撃者』 ('85) の第三幕]。多くの場合、シーン・シークエンスは、ストーリーの中で最も印象に残るパートとなる。シーン・シークエンスは、ミッドポイントの直後に配置されるケースが比較的多い。一方で、それには第二幕の進行を停滞させるリスクもある。また、第一幕に配置されたシーン・シークエンスは、セットアップで観客の注意を引いたり (例: 007シリーズ)、ターニングポイントまでの勢いを強めたりする。
シーン・シークエンスの例としては、『スター・ウォーズ』('77) の最後のバトルが挙げられる。また、映画監督のスティーヴン・スピルバーグはシーン・シークエンスを多用している。『ジョーズ』('75) では、サメ退治に至るまで、「銛(もり)を打ちこむ作戦」「海中で毒針を撃つ作戦」「酸素ボンベに引火させる作戦」の複数のシーン・シークエンスがあり、ストーリーの勢いを加速させている。

## Magic "3"
一般に、興味を引くアイディアまたはキャラクターは、ストーリーに3回登場させることが効果的である (magic "3")。ウェンデル・ウェルマンによれば、それは主人公の選択にも当てはまる。優れた映画作品では、主人公は少なくとも3回は誤った選択をする。主人公は第二幕の終わりで正しい答えを得て、正しい選択をする。正しい選択をしたことにより第三幕で勝利する。1回の選択、決断は、およそ20分のストーリーを進行させることができる。よって、主人公の1回の決断だけでストーリーを引っ張る映画は退屈な作品になる。

## ヒネリ
ヒネリは、巧みに張られた伏線が回収され、想定外の真実が明かされる瞬間である。それは普通、ストーリーの区切りとなる4つの点、すなわちターニングポイント、ミッドポイント、またはクライマックスのいずれかに置かれる (ただしヒネリは転換とは異なる)。とくに、ヒネリはセカンド・ターニングポイントに配置され、第三幕でその結果が描かれることが最も多い。『アナと雪の女王』('13) では、セカンド・ターニングポイントの直前に、アナの婚約者であるハンス王子が国の乗っ取りを企んでいたことが発覚する。
秘密の隠される時間が長いほど、ヒネリのインパクトは強くなる。秘密を保つためには、嘘をついているキャラクターが必要であり、信用できる人物が実際はそうではなかった (またはその逆) と明かされることがヒネリとなる。
1990年代後半以降では、ヒネリで終わるエンディングが流行になっている。主人公が新しい考え方を身につけ、勝利を収めようとしたとき、最後にその考え方がヒネリによって打ち砕かれる [『シックス・センス』('99) など ]。ただし、第三幕の終わりにヒネリを置く作品では、明らかになる真実が多すぎて、観客の混乱する場合がある [『メメント』('00) など]。

## メタファー
ウェンデル・ウェルマンは次のように主張している: ファースト・ターニングポイント、ミッドポイント、およびセカンド・ターニングポイントの三つの大きな「バトル」は、一つの目に見える象徴、イメージ、態度または行動などの「共通シンボル」(controlling symbol)、すなわちメタファーによって、ストーリーがつながる。例えば『ブレイブハート』('95) では、父を亡くした主人公の少年に、ある幼女が葬儀で花を手渡す。20年後、今度は成長した主人公がしおれた花を恋人に手渡して求婚する。また、冒頭では殉死した父親が「うつぶせ」に寝かされ、ミッドポイントでの野戦の大敗で主人公が「うつぶせ」に倒れ、終盤には捕らえられ「うつぶせ」に縛られて処刑を待つ。シンボルが何か具体的なモノである場合には「マクガフィン」になる (例: ロード・オブ・ザ・リングシリーズの指輪)。シンボルによって、ばらばらの三大シーンがつながり、ストーリーがどこへ向かって動いているのかが明確になる。リンダ・シーガーは、時間帯の異なるシーンであっても、何か共通するものが画面に出ることで、つながりが示されると述べている。

## 構成の失敗
ほとんどの映画は構成に何らかの問題を抱えている。三幕構成のモデルは構成の失敗を理解するためにも有用である。三幕構成の基本を大きく外した作品は、観客の関心を保つことが困難である。リンダ・シーガーは、構成の失敗のパターンを以下のように挙げている。
セットアップが長すぎる
インサイティング・インシデントに至るまでの時間が遅くなるため、ストーリーが始動するまで観客は退屈することになる。『蜘蛛女のキス』('85) など。
第一幕が長すぎる
最初のターニングポイントまでの大きな変化のない時間が長引き、一方で第二幕の対立、衝突はすぐに終わるため、緊迫感が弱まり、観客は映画への関心を失う。『レナードの朝』('90) など。
第二幕が長すぎる
第三幕が短くなりすぎ、クライマックスを盛り上げるための時間が足りなくなる (ただし短い第三幕が1990年代後半以降の主流である)。
第二幕が短すぎる
それに続く第三幕が緊張感のないものになる。
クライマックスの後が長すぎる
クライマックスを過ぎても映画が長い間終わらないため、何がエンディングであるのかが観客には分からなくなる。『インドへの道』('84)、『カラー・パープル』('85) など。

## 形式
1990年代初期以降、ストーリー展開の新しい形式が数多く生まれた。アメリカの著名なスクリプト・コンサルタント、リンダ・シーガーは、ストーリーの時間の流れによって、三幕構成を以下の形式に分類している。
- 「直線型構成」 - 時間の流れ通り、始まり→中盤→結末と前進する。古代から現代に至るまで大半の脚本家が用いている。
- 「平行型構成」 - 複数のメインストーリーが無関係に進行し、ある時点でからみ合う。従来型の構成の一つ。『マグノリア』('99)、『アメリ』('01) など。
- 「反復型構成」 - 同じ状況を何度も繰り返す。ただし、繰り返しの間にもストーリーは進んでいる。『恋はデジャ・ブ』('93) など。
- 「らせん型構成」 - 同じ過去の出来事がフラッシュバックを繰り返しながら展開し、第三幕で克服される。『普通の人々』('80) など。
- 「謎解き型構成」 - 第一幕で事件の発生、第二幕で事件の調査、第三幕で事件の解決に至る。『ユージュアル・サスペクツ』('95) など。
- 「逆流型構成」 - 結末→中盤→始まりへとフラッシュバックを重ねて時間をさかのぼる。『メメント』('00) など。
- 「循環型構成」 - 始まり→中盤→始まりと、永遠に同じことが繰り返される。現実では起こり得ない。『ビフォア・ザ・レイン』('96) など。
- 「ループ型構成」 - 出来事の順序をシャッフルする。始まり→結末→中盤、結末→始まり→中盤→結末など。『パルプ・フィクション』('94) が典型。

## 別解釈
アメリカの脚本家、俳優のウェンデル・ウェルマンは、ディズニーのストーリー・アナリスト (当時)、ピーター・フラッドとディスカッションを重ね、以下のシンプルなステップを提案している。
- 第一幕 - 主人公の主張 (最終目的)
- 第二幕 - 主人公に反発するあらゆる主張の数々
- 第三幕 - 書き手の主張

アメリカで最も成功した競売向け脚本家の一人であるブレイク・スナイダーは、弁証法になぞらえて、以下の3つの世界に映画のストーリーを分けている。
- 第一幕 - テーゼ (正) ―― 古い世界
- 第二幕 - アンチテーゼ (反) ―― 正反対の世界
- 第三幕 - ジンテーゼ (合) ―― 新しい世界

フランスの脚本家であり映画監督のイヴ・ラヴァンディエ (Yves Lavandier) によれば、クライマックスは第二幕に含まれる。すなわち、人間のあらゆる行動は、架空か現実かを問わず、3つの論理的な部分を含む。行動する前 (before the action)、行動する間 (during the action)、行動した後 (after the action) がそれである。クライマックスは行動の一部であるから、第二幕に含まれていなければならないと、ラヴァンディエは"La dramaturgie" (Writing Drama) において主張する。ラヴァンディエの主張する第三幕は、他の脚本理論と比較して、クライマックスを含まない短いものである。短い第三幕 (急速な解決) はまた、日本の伝統的な演劇理論の基礎である「序破急」にも見られる。 
日本における序破急 (三幕構成) は、雅楽の舞楽に起源があり、能、浄瑠璃および歌舞伎などにおいて、中近世より伝統的に用いられてきた脚本構成である。現代の日本において、しばしば脚本構成として教授される起承転結 (起承転合) は、漢詩における近体詩の構成法である。
NHKエンタープライズのエグゼクティブ・プロデューサー (当時) である浜野高宏によれば、日本人以外では、「起承転結」を知っている映像コンテンツのプロデューサーは稀であるが、三幕構成は日本人以外であれば、ほとんどのプロデューサーが知っており、国際的には、三幕構成がストーリーの組み立て方において主流となっている。このため、例えばドキュメンタリー作品の国際マーケットでは、ピッチ〔編者注: 企画の売り込み〕において、三幕構成に沿ってストーリー構成を説明できなければ、基本的なことを考えていない企画以前の段階であると評価される。
スウェーデンの映画研究者オラ・オルソン (Ola Olsson) によれば、映画には次の六幕がある。それらは「起点」「紹介」「進展」「衝突の頂点 (加速)」「解決」「退場」である。 オルソンのモデルは三幕構成に応用できる。演劇のような幕間のない映画においては、構成は、ドラマを分析するための分類でしかなく、映画は二幕、四幕、五幕、または九幕にも分けられる。三幕構成が映画の構成のモデルとして一般的であるのは、それを用いることにより、効果的なストーリー・テリングが可能となるためである。

## 歴史
映画を3つの幕に分割することは、西洋演劇の三幕または五幕の構成を継承したものである。シド・フィールドおよびリンダ・シーガーは、物語を3つに分ける三幕構成の最古のものを、古代ギリシア時代 (またはそれ以前) に求めている。
近代演劇においては、イプセンの『人形の家』(1879)(『人形の家』は最初の近代戯曲である)、ブレヒトの『三文オペラ』(1928)、ワイルダーの『わが町』(1938)、カミュの『誤解』(1944)、 T. ウィリアムズの『欲望という名の電車』(1947) 、およびオールビーの『ヴァージニア・ウルフなんかこわくない』(1962) などが三幕構成である 。
また、オペラにおいては、三幕構成の作品がバロック時代から上演されており、17世紀には、パーセルの『ディドとエネアス』(1689) など、および18世紀には、ヘンデルの『エジプトのジュリアス・シーザー (ジュリオ・チェーザレ)』(1724)などが、それぞれ全3幕で初演された。
オペラでは、続く古典派時代には、オペラ改革を行ったグルックの『オルフェオとエウリディーチェ』 (1762)、ならびにモーツァルトのオペラ・セリア [『イドメネオ』(1781) など] および『後宮からの誘拐』(1782)などに三幕構成が見られる。
ロマン派時代以降のオペラとしては、ウェーバーの『魔弾の射手』(1820)および『オベロン』(1826)、ワーグナーの『タンホイザー』(1845)、『ローエングリン』(1850)、『トリスタンとイゾルデ』(1865)、『ニュルンベルクのマイスタージンガー』(1868)、および『パルジファル』、ヴェルディの『アッティラ』(1846)、『リゴレット』(1851)、『椿姫』(1853)、『シモン・ボッカネグラ』(1857)、『仮面舞踏会』(1859)、および『ファルスタッフ』(1893)、スメタナの『売られた花嫁』(1866)、サン＝サーンス の『サムソンとデリラ』(1877)、 フンパーディンクの『ヘンゼルとグレーテル』(1893)、プッチーニの『トスカ』(1900)および『トゥーランドット』(1926)、ならびにR. シュトラウスの『ばらの騎士』(1911)、『影のない女』(1919)、および『アラベラ』(1933)などが三幕構成に当たる。ワーグナーの楽劇『ニーベルングの指環』(1876) は、1日に3幕ずつ3日 (と序夜1幕) にわたって上演される。
オペレッタでは、J. シュトラウス2世の『こうもり』(1874)およびレハールの『メリー・ウィドウ』(1905)など、ならびにバレエでは、チャイコフスキーの『眠れる森の美女』(1890)などが三幕構成を用いている。
なお、中近世以降の日本の伝統演劇においては、能、浄瑠璃、および歌舞伎などが「序破急」、すなわち三幕構成である。
このような西洋演劇の三幕構成は、映画の三幕構成の基礎の一つである。一方で、映画における三幕構成のモデルは、演劇のそれと異なり、映画を分析するためのツールの一種類にすぎない。同じ映画が観点によって三幕にも五幕 (またはその他) にも分けられる。それらの中から三幕構成が映画脚本のモデルとして一般化したのは、その有用性によるものである。